# Злотув (гміна)
Гміна Злотув (пол. Gmina Złotów) — сільська гміна у північно-західній Польщі. Належить до Злотовського повіту Великопольського воєводства.
Станом на 31 грудня 2011 у гміні проживало 9536 осіб.

## Територія
Згідно з даними за 2007 рік площа гміни становила 292.50 км², у тому числі:
- орні землі: 68.00%
- ліси: 23.00%

Таким чином, площа гміни становить 17.61% площі повіту.

## Населення
Станом на 31 грудня 2011:
| Опис     | Загалом | Загалом | Чоловіки | Чоловіки | Жінки | Жінки |
| -------- | ------- | ------- | -------- | -------- | ----- | ----- |
| одиниця  | осіб    | %       | осіб     | %        | осіб  | %     |
| все      | 9536    | 100     | 4850     | 50.86    | 4686  | 49.14 |
| міське   | 0       | 100     | 0        |          | 0     |       |
| сільське | 9536    | 100     | 4850     | 50.86    | 4686  | 49.14 |

## Сусідні гміни
Гміна Злотув межує з такими гмінами: Висока, Закшево, Злотув, Краєнка, Ліпка, Лобжениця, Оконек, Тарнувка, Ястрове.